# Santa Cruz Esporte Clube
Santa Cruz Esporte Clube é um clube brasileiro de futebol da cidade de Barra do Bugres, em Mato Grosso. A equipe participou da primeira divisão do Campeonato Mato-Grossense de Futebol entre 2001 e 2006.
Voltou à ativa em 2020 para disputar a segunda divisão, perdendo a chance de subir à Primeira Divisão estadual de 2021 após ser derrotado pelo Ação por 4 a 0